# Бігас Луна
Хуа́н Хосе́ Бі́гас Лу́на (ісп. José Juan Bigas Luna; нар. 19 березня 1946 — пом. 6 квітня 2013) — іспанський кінорежисер і сценарист.

## Кар'єра
У його фільмі «Шинка, шинка», що вийшов 1992 року, дебютувала на великому екрані Пенелопа Крус. У цій картині Крус зіграла разом з Хав'єром Бардемом, який 2010 року став її чоловіком. «Шинка, шинка» була удостоєна «Срібного лева» Венеційського кінофестивалю та була номінована на чотири національні іспанські кінопремії «Гойя».
Всього за свою кінокар'єру, що почалася в кінці 1970-х, Бігас Луна зняв як режисер майже 20 фільмів. Найбільш відомими з них є «Татуювання» («Tatuaje»), показаний в 1978 на Канському фестивалі, а також «Покоївка з 'Титаніка'» («La Femme de chambre du 'Titanic'», 1997), який отримав премію «Гойя» за найкращий сценарій, стрічка «Оголена Маха» («Volaverunt», 1999), висунута на чотири премії «Гойя», і «Золоті яйця» («Huevos de oro», 1993), удостоєні спецпризу журі МКФ у Сан-Себастьяні.
Остання прижиттєва робота Бігаса Луни — «Хочу в Голлівуд» («Di Di Hollywood») — вийшла на екрани в 2010. В останні місяці життя режисер готувався в своїй рідній Барселоні до зйомок фільму «Друге начало» — науково-фантастичної стрічки про Землю після вторгнення інопланетян.